# Medicin med industriel specialisering
Medicin med industriel specialisering (MedIS) er en sundhedsvidenskabelig uddannelse som udelukkende udbydes ved det Sundhedsvidenskabelige fakultet på Aalborg Universitet. Studiet er opbygget af en 3-årig bacheloruddannelse (BSc) efterfulgt af en 2-årig kandidatuddannelse (cand.scient.med.). Medicin med industriel specialisering kombinerer fag fra lægevidenskab, naturvidenskab og teknisk videnskab.
Studieformen er en kombination af problemorienteret projektarbejde, forelæsninger, kurser og henholdsvis klinik på sygehuse og praktik i virksomheder. Uddannelsen er tilrettelagt i samarbejde mellem Aalborg Universitet og Nordjyllands Amt .
Til og med 4. semester på bacheloruddannelsen, er næsten alt undervisning fælles med de medicinstuderende (lægevidenskab) på Aalborg Universitet [kilde mangler]. Helt konkret har MedIS og medicin 20 af 24 fag tilfælles gennem hele bacheloruddannelsen, og begge deltager i kliniske ophold på sygehuset til og med 3. semester på lige vilkår, hvorefter MedIS ikke deltager i de efterfølgende kliniske ophold.
Kandidatuddannelsen indeholder et særligt industrielt og forskningsmæssigt fokus. Der tilbydes tre profiler på kandidatdelen; translationel medicin, biomedicin og medical market access .
Uddannelsen giver mulighed for at arbejde med udvikling, tilpasning, produktion og salg af lægemidler, fx i lægemiddelindustrien eller forskning på universiteter eller hospitaler .

## Adgangskrav og optagelse
Optagelse på bacheloruddannelsen i medicin med industriel specialisering foregår igennem Den koordinerede tilmelding og forudsætter en studentereksamen (stx), højere forberedelseseksamen (hf), højere teknisk eksamen (htx), højere handelseksamen (hhx), studiekompetencegivende eksamen i forbindelse med erhvervsuddannelse (EUX) eller en tilsvarende udenlandsk eller international eksamen. De specifikke adgangskrav for optagelse på bacheloruddannelsen er Dansk A, engelsk B, matematik A. Desuden fysik B og kemi B eller fysik B og bioteknologi A.
Der er adgangsbegrænsning til uddannelsen. 

### Antal studerende
Antal ansøgere og optagede studerende siden uddannelses oprettelse i 2006:
| År   | Antal optaget | Totale antal ansøgere | 1. Prioritet ansøgere |
| ---- | ------------- | --------------------- | --------------------- |
| 2012 | 118           | 207                   | 75                    |
| 2011 | 100           | 202                   | 70                    |
| 2010 | 69            | 135                   | 33                    |
| 2009 | 58            | 99                    | 48                    |
| 2008 | 49            | 113                   | 54                    |
| 2007 | 99            | 151                   | 83                    |
| 2006 | 48            | 104                   | 45                    |